# Anne Donovan
Anne Theresa Donovan (Ridgewood, 1º novembre 1961 – Wilmington, 13 giugno 2018) è stata una cestista e allenatrice di pallacanestro statunitense.
È stata una delle migliori giocatrici e allenatrici della storia del basket femminile statunitense. È nel Naismith Memorial Basketball Hall of Fame dal 2005.

## Caratteristiche tecniche
Giocatrice aggressiva ma sempre lucida, fu la dominatrice della pallacanestro universitaria dal 1979 al 1983 grazie alla sua agilità e mobilità. Controllava l'area sotto il canestro e faceva la differenza sia con i suoi punti che con i rimbalzi.

## Carriera

### Nei club
Da freshman, fu tra le protagoniste del campionato 1979 dell'AIAW, in cui la sua università, l'Old Dominion, vinse 37 gare su 38. Quattro anni dopo, condusse la squadra fino alla Final Four dell'NCAA e vinse il premio Naismith College Player of the Year.

### In Nazionale
Ha partecipato a tre tornei olimpici di pallacanestro con la Nazionale statunitense, vincendo le edizioni di Los Angeles 1984 e di Seul 1988. Ha vinto inoltre due edizioni dei Giochi panamericani (Venezuela 1983 e Stati Uniti 1987), un mondiale (Corea del Sud 1979) e l'U.S. Olympic Festival East Teams del 1979.

### Da allenatrice
Iniziò ad allenare nel suo college nel 1989, passando poi all'East Carolina University. Allenò le Philadelphia Rage nell'ABL. Ha una carriera decennale in WNBA. Inizio come allenatrice ad interim delle Indiana Fever, per poi occupare l'incarico di capo-allenatrice alle Charlotte Sting e alle Seattle Storm; con queste ultime, ha partecipato quattro volte ai play-off e ha vinto le finali del 2006. Nell'aprile 2009 è stata nominata vice-allenatrice delle New York Liberty e ne ha preso la guida a stagione in corso. Inoltre, è stata viceallenatrice della Nazionale nelle Olimpiadi del 1998 e del 2004 e ha vinto l'oro come head coach nel 2008.

## Palmarès
- Campionessa WNBA (2004)